# Gustavo Zamudio
Gustavo David Zamudio Veloso (Viña del Mar, Chile, 11 de abril de 1985), futbolista chileno que juega de volante mixto.

## Trayectoria
Nació futbolísticamente en la cantera de Universidad Católica, club donde debutó como profesional , también jugó en otros equipos de primera A y primera B cedido en calidad de préstamo.
Así también lo hizo en el kitchee sc de Hong Kong, China para más tarde emigrar al fútbol de los Estados Unidos .
En 2014 regresa a Chile para fichar por Rangers de Talca , y luego malleco unido .
Es campeón de copa y liga con universidad católica y así mismo con el kitchee sc .

## Clubes
| Club                 | País           | Año       |
| -------------------- | -------------- | --------- |
| Universidad Católica | Chile          | 2005      |
| Deportes La Serena   | Chile          | 2005      |
| Magallanes           | Chile          | 2006      |
| Universidad Católica | Chile          | 2007      |
| Coquimbo Unido       | Chile          | 2007      |
| San Luis             | Chile          | 2008      |
| Kitchee SC           | Hong Kong      | 2008-2009 |
| Universidad Católica | Chile          | 2010-2011 |
| Rochester Rhinos     | Estados Unidos | 2012-2013 |
| Rangers              | Chile          | 2014-2015 |
| Malleco Unido        | Chile          | 2016-2017 |

## Palmarés

### Campeonatos nacionales
| Título           | Club                 | País  | Año  |
| ---------------- | -------------------- | ----- | ---- |
| Primera División | Universidad Católica | Chile | 2010 |

- Datos: Q5621521
- Multimedia: Gustavo Zamudio / Q5621521